# Republika Bu Rakrak
Republika Bu Rakrak – historyczne państwo na terenie obecnego Maroka, obejmowało tereny miast Salé i Rabat. Powstało z połączenia Rabatu z Republiką Salè w 1627 roku. Jej istnienie zakończyło się w 1666 roku, gdy do władzy w Maroku doszli Alawici, którzy rozpoczęli odbudowę silnego ośrodka władzy centralnej.